# Dancin' Fool
Dancin' Fool è un brano musicale composto ed interpretato dal musicista statunitense Frank Zappa. Il brano venne inserito nell'album Sheik Yerbouti (1979), e pubblicato come primo singolo estratto da esso.
Il singolo arrivò alla posizione numero 45 negli Stati Uniti, miglior risultato di sempre per Zappa dopo Valley Girl del 1982. La canzone ricevette una nomination ai Grammy Awards nella categoria "Best Male Vocal", ma non vinse il premio.

## Il brano
Come nella traccia conclusiva dell'album Zoot Allures, Disco Boy, la tematica della canzone è la satira verso la cultura disco degli anni settanta, ma a differenza di Disco Boy, il brano si concentra nello specifico sui "patiti del ballo" in discoteca. Il protagonista della canzone, ammette consapevolmente di sapere di essere ridicolo ed orribile, ma ciononostante di non riuscire a smettere di ballare. Definisce la sua abitudine di danzare in disco un "suicidio sociale" ed afferma perentorio: «The beat goes on and I'm so wrong» (lett. "Il ritmo sale, e io sono così sbagliato"). Menziona di avere una gamba più corta dell'altra («One of my legs is shorter than the other»), riferimento al serio infortunio patito da Zappa durante un concerto al Rainbow Theatre nel 1971, e di sentirsi totalmente inadeguato ma comunque "schiavo del ritmo". Nel brano viene inoltre citato il verso onomatopeico di eccitazione ricorrente nella disco music Yowsah, Yowsah, Yowsah.

## Saturday Night Live
Il 21 ottobre 1978, Frank Zappa era ospite del Saturday Night Live. Nel programma eseguì Dancin' Fool, Meek, e Rollo.

## Tracce
7"
1. Dancin' Fool - 3:45
2. Baby Snakes - 2:02

U.S. 12" (MK-83)
1. Dancin' Fool - 6:15
2. Dancin' Fool - 6:15